# Lonchura caniceps
Lonchura caniceps là một loài chim trong họ Estrildidae.